# Pseudococcus lepelleyi
Pseudococcus lepelleyi är en insektsart som beskrevs av Johan George Betrem 1937. Pseudococcus lepelleyi ingår i släktet Pseudococcus och familjen ullsköldlöss. Inga underarter finns listade i Catalogue of Life.